# Brustbügeln
Als Brustbügeln bezeichnet man eine vor allem in Kamerun, aber auch in Togo, Äquatorialguinea, Benin und Nigeria verbreitete Tradition der Körpermodifikation, bei der erhitzte Gegenstände wie zum Beispiel Steine mit Druck über die Brüste heranwachsender Mädchen gerieben werden. Beabsichtigt wird, das Wachstum der Brüste zu hemmen.

## Hintergründe
Fälschlicherweise glaubte man früher, mit der Methode des Brustbügelns könne man sicherstellen, dass die Mutter genug Milch für ihre Kinder produziere.
Seit einigen Jahrzehnten wird diese Praxis laut GTZ dazu genutzt, das Brustwachstum bzw. das sichtbare Erwachsenwerden zu verhindern. Betrieben wird die Praxis überwiegend von den weiblichen Verwandten der Mädchen in der Absicht, diese für Männer unattraktiver zu machen. Sie sollen so vor frühen und ungewollten Schwangerschaften bewahrt werden, was oft ihre gesellschaftliche Ächtung und sozialen Abstieg bedeuten würde, da sie häufig die Schule abbrechen müssen und kaum Aussichten auf einen Beruf oder eine Ehe hätten.

## Gesundheitliche Folgen
Die Verstümmelung der Brüste ist für die betroffenen Mädchen schmerzhaft. Sie werden traumatisiert, und teilweise ist ihnen später ein normales Stillen nicht möglich. Zu den Dauerfolgen gehören Schädigung des Bindegewebes, Schmerzen, Beeinträchtigung des Selbstwertgefühls, Infektionen, Zysten und erhöhtes Krebsrisiko.

## Verbreitung
Betroffen sind Mädchen, sobald deren Brüste zu wachsen beginnen, teilweise bereits ab einem Alter von neun Jahren. In Kamerun sind mindestens zwölf Prozent der weiblichen Bevölkerung im Landesdurchschnitt betroffen. Die Werte schwanken dabei zwischen sieben Prozent im Norden und 53 Prozent in der Littoral-Region. Nach Einschätzung durch Flavien Ndonko, medizinischer Anthropologe und Autor einer 2006 in Kamerun veröffentlichten Studie im Auftrag der GTZ, wurde die Praxis des Brustbügelns in der kamerunischen Öffentlichkeit zuvor nicht thematisiert: 

„Bis letztes Jahr hat quasi niemand davon geredet. Die kamerunische Öffentlichkeit war nicht informiert, obwohl eine große Zahl Heranwachsender in diesem Land Opfer dieser Praxis sind.“

 Inzwischen finden Aufklärungskampagnen statt. Die kamerunische Nichtregierungsorganisation RENATA propagiert zudem die Benutzung von Verhütungsmitteln und Kondomen, um ungewollte Schwangerschaften zu verhindern. Ihr Slogan lautet: „Bügele keine Brüste, sie sind ein Geschenk Gottes“.